# Dustin Brown
Dustin Brown (Celle, 8 dicembre 1984) è un ex tennista giamaicano con passaporto tedesco.
I suoi migliori ranking ATP sono stati la 64ª posizione in singolare nell'ottobre 2016 e la 43ª in doppio nel maggio 2012. Nel circuito maggiore ha vinto i tornei di doppio all'Open de Moselle 2010 in coppia con Rogier Wassen e al Grand Prix Hassan II in coppia con Paul Hanley. Vanta inoltre diversi titoli nei circuiti minori sia in singolare che in doppio e due vittorie su Rafael Nadal al Gerry Weber Open 2014 e al torneo di Wimbledon 2015.

## Biografia
Nasce a Celle, nella Germania nord-occidentale, una cittadina nei pressi di Hannover, da padre giamaicano e madre tedesca. Ha due fratellastri di nome Steve e Dean. Pratica diversi sport come calcio, judo e pallamano durante l'infanzia. Inizia a giocare a tennis a 5 anni, e a 8 si concentra maggiormente su questa disciplina.
Nel 1996 si trasferisce con la famiglia per motivi finanziari in Giamaica, a Montego Bay, dove gioca nei campi pubblici senza un allenatore a causa dell'assenza di accademie.
Nel 2004, l'allora ventenne Brown si trasferisce nuovamente in Germania con la famiglia per giocare tornei di categoria superiore agli ITF che disputava in Giamaica. Per spostarsi di città in città e partecipare ai tornei aveva bisogno di ulteriori guadagni, che ottiene grazie alla sua macchina incordatrice di racchette che gli permette di offrire ad altri giocatori un servizio di incordatura più economico rispetto agli standard.
A inizio carriera fino all'ottobre del 2010 gioca sotto la bandiera giamaicana, ma a causa della mancanza di supporto e di fondi da parte della federazione tennistica dello stato caraibico, aveva pensato di giocare per la federazione britannica grazie alle origini inglesi dei nonni paterni. Avendo la doppia nazionalità tedesca e giamaicana, nel 2010 sceglie di giocare per la Germania, suo paese di nascita, dove può contare sul supporto della federazione tedesca. Nel maggio 2022 torna a giocare in rappresentanza della Giamaica.

## Carriera

### 1999-2002: carriera juniores
Gioca il suo primo incontro tra gli juniores nell'agosto 1999 all'età di 14 anni in un torneo in Giamaica. Partecipa a due tornei juniores del Grande Slam, entrambi nel 2002. A Wimbledon raggiunge il secondo turno in singolare e perde al primo turno in doppio, mentre agli US Open viene eliminato al primo turno in singolare e in doppio si spinge fino ai quarti di finale.

### 2002-2008: esordio nel professionismo, primi titoli ITF
Diventa professionista nell'aprile 2002, all'età di 17 anni, e a inizio carriera rappresenta la Giamaica. Già nel dicembre successivo disputa la sua prima finale da professionista al torneo ITF Jamaica F22 e viene sconfitto da Jean-Julien Rojer. Nel marzo 2003 fa il suo esordio con una vittoria in singolare nella squadra giamaicana di Coppa Davis, in occasione della sfida vinta 2-1 contro la Bolivia. Sarà l'unica edizione del torneo giocata con la Giamaica, quell'anno disputerà in totale otto incontri vincendone sette. A luglio fa il suo esordio nel tabellone principale di un torneo ATP a Newport e al primo turno perde al terzo set contro Bob Bryan. A settembre vince il primo titolo in doppio al	Jamaica F9, dove in coppia con Ryan Russell sconfigge in finale Clement Morel / Gilles Simon. Dopo altri 4 tornei ITF vinti in doppio, nel luglio 2007 si aggiudica il primo titolo in singolare battendo per 6-3, 7-6 Ruben Bemelmans nella finale del Germany F9. Verso fine stagione vince un altro titolo ITF in doppio e nel 2008 ne vince sei in doppio e uno in singolare, a giugno entra per la prima volta nella top 300 del ranking di doppio.

### 2009: primi titoli Challenger, top 200 del ranking in singolare
Nei primi mesi del 2009 vince altri tre tornei ITF in doppio e uno in singolare, a maggio disputa al Baden Open la sua prima finale nel circuito Challenger e viene battuto in due set da Florian Mayer. A giugno disputa l'ultimo torneo ITF in carriera e vince il torneo di doppio, chiudendo l'esperienza nella categoria con un totale di 16 titoli in doppio e 3 in singolare. Il 15 agosto vince il primo titolo Challenger a Samarcanda sconfiggendo in finale Jonathan Dasnières de Veigy per 7-6, 6-3. Nel prosieguo della stagione perde altre tre finali Challenger in singolare e a settembre vince il primo titolo Challenger in doppio a Banja Luka, dove in coppia con Rainer Eitzinger
sconfigge in finale Ismar Gorcic / Simone Vagnozzi. Grazie ai risultati ottenuti in singolare, passa dalla posizione numero 494 della classifica mondiale a inizio anno alla 144ª a dicembre.

### 2010: top 100, esordio Grande Slam in singolare, primo titolo ATP in doppio

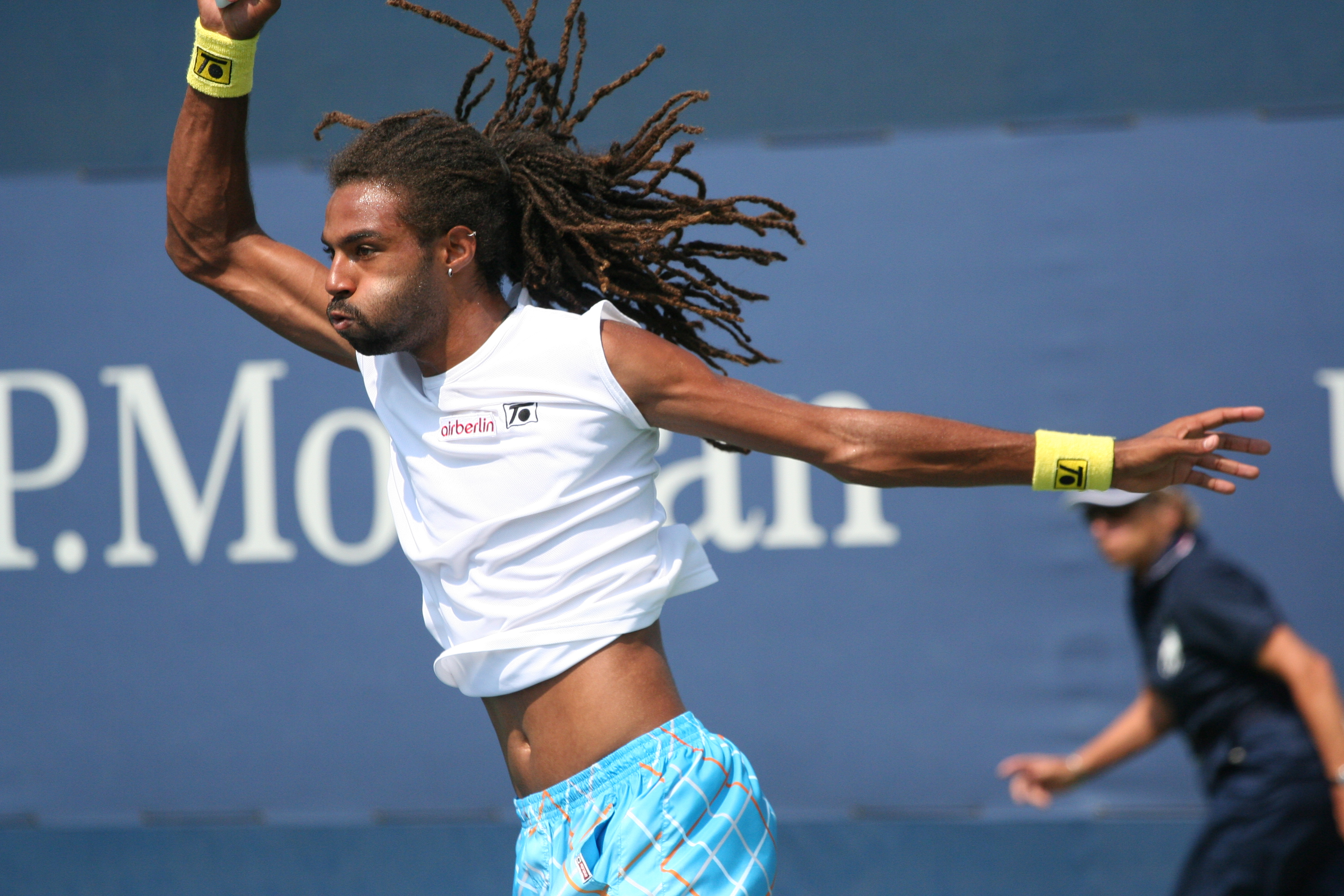
Brown agli US Open 2010

Il 2010 è considerato l'anno della svolta per Brown, alla sua seconda apparizione nel circuito principale, dopo la sconfitta nel 2003, a febbraio batte la testa di serie nº 4 Marco Chiudinelli e il nº 139 ATP Laurent Recouderc raggiungendo i quarti di finale dell'SA Tennis Open a Johannesburg, e viene sconfitto da Stéphane Robert. Diventa il secondo giamaicano a raggiungere i quarti di finale nel circuito ATP, dopo Doug Burke nel 1989. Il 17 maggio raggiunge la posizione numero 99 del ranking ATP in singolare, entrando per la prima volta nella top 100 mondiale.
A giugno gioca il suo terzo evento in carriera del circuito maggiore sull'erba dei Queen's Championships, sconfigge Frank Dancevic in tre set al primo turno e viene eliminato al secondo da Denis Istomin. Subito dopo fa il suo debutto in un torneo del Grande Slam a Wimbledon, entra direttamente nel tabellone principale e perde al primo turno in quattro set contro la testa di serie nº 16 Jürgen Melzer. Dopo un altro quarto di finale ATP all'Hall of Fame Open 2010, accede direttamente al tabellone principale degli US Open e supera al primo turno Rubén Ramírez Hidalgo, ottenendo così la sua prima vittoria in un Grande Slam; al secondo turno viene eliminato in tre set dal nº 4 del mondo Andy Murray. A settembre vince il suo primo titolo ATP in carriera nel torneo di doppio all'Open de Moselle in coppia con Rogier Wassen, con il successo in finale su Marcelo Melo / Bruno Soares per 6-3, 6-3. Nell'arco della stagione vince anche due titoli Challenger in singolare e sei in doppio, ad agosto era entrato nella top 100 anche in doppio, e chiude la stagione al 53º posto del ranking in doppio e al 93º in singolare. In ottobre annuncia che da quel momento giocherà in rappresentanza della Germania.

### 2011-2013: secondo titolo ATP, tre finali ATP e 43º nel ranking in doppio
Nel 2011 non ripete i buoni risultati in singolare dell'anno precedente, nel circuito maggiore raggiunge il secondo turno nei tornei di Johannesburg e Monaco, nel quale al primo turno ottiene uno dei successi più significativi della carriera sconfiggendo il nº 14 del mondo Stan Wawrinka; i migliori risultati nei Challenger sono le semifinali raggiunte a Roma e a Helsinki e a fine anno scende alla 161ª posizione del ranking. Vanno meglio le cose in doppio, si spinge fino al secondo turno agli Australian Open e al terzo all'Open di Francia, disputa i quarti di finale in cinque tornei ATP e vince tre delle cinque finali disputate nei Challenger, mantenendosi nella top 100 per tutta la stagione.
Anche nel 2012 consegue migliori risultati in doppio, mentre in singolare si mette in luce solo con i quarti di finale disputati al torneo ATP di Stoccarda e il titolo vinto al Challenger di Bath. Nel circuito ATP raggiunge in doppio la semifinale a Montpellier a inizio febbraio, a fine mese perde la finale a Marsiglia e in aprile vince al Grand Prix Hassan II il secondo titolo ATP assieme a Paul Hanley. Raggiunge inoltre le semifinali a Monaco e a Metz e perde la finale a Kitzbühel. Vince in coppia con Jonathan Marray due delle quattro finali disputate in doppio nel circuito Challenger. A maggio porta il best ranking in doppio alla 43ª posizione mondiale.
Nella prima parte del 2013 gioca soprattutto nel circuito maggiore e il primo risultato di rilievo in singolare arriva a Wimbledon, dove supera Guillermo García López e al secondo turno l'ex nº 1 mondiale Lleyton Hewitt, raggiungendo per la prima volta il terzo turno in una prova del Grande Slam, e viene subito eliminato da Adrian Mannarino. Supera le qualificazioni in altri due tornei ATP, mentre nel circuito Challenger raggiunge tre finali e vince quella di Genova contro Filippo Volandri. Nelle prove di doppio ATP torna a giocare la finale a Casablanca e viene sconfitto in coppia con Christopher Kas, esce invece in semifinale a Delray Beach e Stoccarda. Disputa inoltre tre finali Challenger e si impone in quella di Eckental.

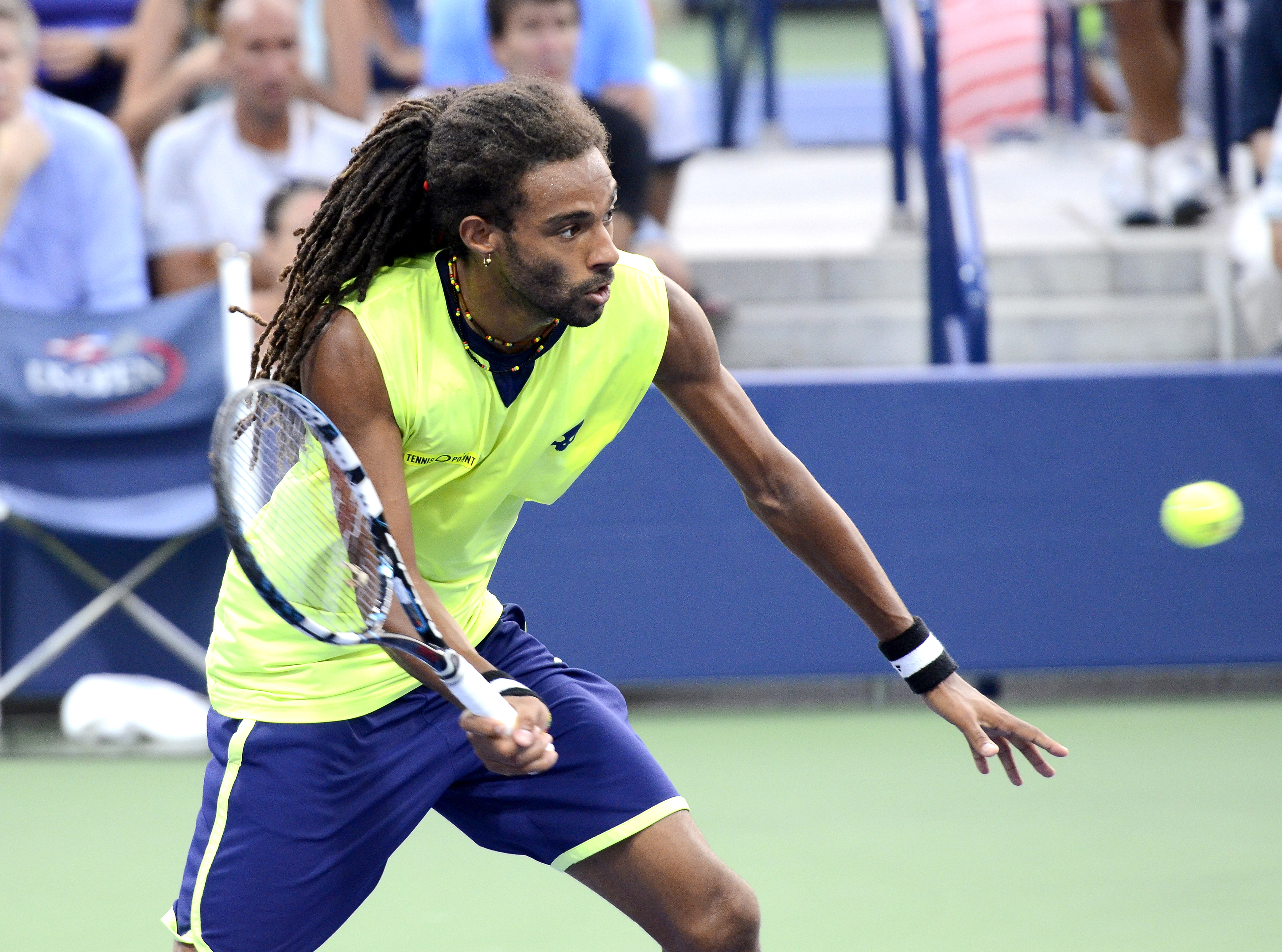
Brown agli US Open 2014

### 2014: prima vittoria contro Nadal, 78º nel ranking di singolare
Inizia la stagione superando le qualificazioni a Doha, sconfigge quindi Ivan Dodig e Ivo Karlovic e viene eliminato nei quarti da Peter Gojowczyk al tie-break del set decisivo. Rientra nella top 100 del ranking in singolare e ad aprile sconfigge per la prima volta un top 10, il nº 9 John Isner, al secondo turno a Houston e viene eliminato nei quarti. Il 12 giugno 2014, al secondo turno del Gerry Weber Open di Halle, batte 6-4, 6-1 il nº 1 del mondo Rafael Nadal in 59 minuti di gioco e viene di nuovo sconfitto nei quarti. Ad Amburgo elimina i quotati Pablo Carreño Busta e Fernando Verdasco e perde al terzo turno da Pablo Andujar. In questo periodo sale al 78º posto del ranking di singolare. Supera il primo turno anche in altri tornei ATP e batte Jan-Lennard Struff in finale al Challenger di Stettino, dove in coppia con lo stesso Struff si impone anche nel torneo di doppio. In doppio raggiunge anche le semifinali nei tornei ATP di Monaco, Halle e Stoccolma.

### 2015: seconda vittoria contro Nadal
Inizia di nuovo la stagione raggiungendo i quarti a Doha e viene sconfitto da David Ferrer. Dopo un periodo negativo, il 2 luglio 2015, al secondo turno a Wimbledon registra una nuova vittoria contro Rafael Nadal, sconfitto con il punteggio di 7-5, 3-6, 6-4, 6-4, dopo aver messo a segno 13 ace, e viene eliminato al terzo turno da Viktor Troicki in quattro set. Torna a giocare nei quarti ATP a Newport e viene sconfitto da Karlovic. Al secondo turno dell'ATP di Metz perde al tie-break del set decisivo contro il nº 4 del mondo Wawrinka. Nel finale di stagione non ottiene risultati in singolare ed esce dalla top 100. Il miglior risultato stagionale in doppio è la semifinale raggiunta all'ATP 500 di Acapulco. Nei tornei Challenger disputa una finale in singolare e tre in doppio e vince solo quella di doppio al Roma Open.

### 2016: due semifinali ATP, Giochi di Rio 2016 e 64º nel ranking
Nel 2016, all'Open Sud de France di Montpellier, raggiunge la sua prima semifinale in un torneo del circuito maggiore; dopo aver superato le qualificazioni batte in sequenza Steve Darcis, la testa di serie n° 3 Gilles Simon e Ruben Bemelmans, prima di arrendersi al nº 1 del seeding e 9 del mondo Richard Gasquet con il punteggio di 1-6, 6-4, 6-3. Al turno di esordio all'Open di Francia consegue la sua prima vittoria al quinto set contro Dudi Sela e viene quindi eliminato da Jack Sock. Il trionfo nel successivo Challenger Manchester Trophy lo riporta nella top 100. Eliminato al secondo turno ad Halle e a Wimbledon, a luglio raggiunge i quarti di finale a Båstad. La settimana successiva disputa la sua seconda semifinale sulla terra rossa del Swiss Open Gstaad: supera nell'ordine Juan Mónaco, Thomaz Bellucci e Michail Južnyj, e cede in semifinale al nº 20 del mondo Feliciano López con il punteggio di 4-6, 6-3, 6-3.
Fa il suo esordio olimpico ai Giochi di Rio 2016, e si infortuna a una caviglia mentre stava conducendo 6-4, 4-4 al primo turno contro Thomaz Bellucci; dopo l'intervento dello staff medico torna in campo, perde il game ed è costretto a ritirarsi in lacrime. Consegue alcuni buoni risultati nei Challenger e a ottobre raggiunge il suo miglior ranking in singolare al 64º posto mondiale. Nel corso del 2016 non va oltre una semifinale ATP e tre nei Challenger in doppio e chiude la stagione al 173º posto nel ranking di specialità.

### 2017-2018: problemi alla schiena e crollo nel ranking
Anche nel 2017 il primo risultato importante arriva a Montpellier, dove al secondo turno sconfigge il nº 7 del mondo Marin Čilić con un doppio 6-4, ed è costretto al ritiro nei quarti per un infortunio alla schiena. Vince un solo incontro nei successivi 10 tornei ATP e in quelli seguenti raggiunge alcune volte il secondo turno, come a Wimbledon e agli US Open; in estate esce dalla top 100. In doppio viene sconfitto nelle uniche tre finali raggiunte, quella ATP di Houston, persa al terzo set in coppia con Frances Tiafoe, e le altre due nei tornei Challenger. Il periodo di crisi continua nel 2018, accentuato dai problemi alla schiena che lo avevano condizionato nel 2017. Nei rari tornei ATP in cui supera le qualificazioni in singolare, viene sempre eliminato al primo turno, e nei Challenger disputa una sola finale; a giugno esce dalla top 200. I migliori risultati in doppio del 2018 sono la semifinale ATP a Houston e il titolo vinto nel Città di Como Challenger, il primo nella specialità dopo quasi tre anni.

### 2019: vittoria contro Zverev e nuovi problemi alla schiena
Apre il 2019 vincendo il Challenger di Nouméa in coppia con Donald Young. Ad aprile torna a mettersi in luce in singolare vincendo contro Filip Krajinović la finale al Sophia Antipolis Open, in quello che sarà il suo ultimo titolo nella specialità. A giugno torna a vincere un incontro in un tabellone principale ATP dopo quasi due anni al torneo di Stoccarda; supera le qualificazioni e al primo turno ha la meglio su John Millman, al secondo turno sconfigge il nº 5 del mondo Alexander Zverev con il punteggio di 6-4, 6-7, 6-3 e viene eliminato nei quarti da Félix Auger-Aliassime nel tie-break del set decisivo dopo aver sprecato un match-ball. Non ha risolto i problemi alla schiena e dopo il torneo di Wimbledon pone fine alla stagione per recuperare.

### 2020-2022: vittorie in doppio nei Challenger e ultimo incontro in singolare
Rientra nel 2020, gioca in stagione 10 tornei in singolare e vince solo due incontri nei Challenger e due nelle qualificazioni al Roland Garros. In doppio gioca solo nei Challenger e dopo due semifinali vince in novembre il titolo a Eckental in coppia con Antoine Hoang. Anche nel 2021 non consegue risultati di rilievo in singolare e gioca l'ultimo incontro in giugno al torneo ATP di Stoccarda. Continua invece a raccogliere successi nei Challenger in doppio, disputa cinque finali in stagione e vince con Andrea Vavassori quelle di Tulln an der Donau e di Napoli. Nel 2022 non disputa alcun incontro in singolare e in maggio annuncia che ritorna a giocare in rappresentanza della Giamaica. Quello stesso mese vince il primo titolo stagionale al Troisdorf Challenger assieme a Evan King. In coppia con Vavassori vince ad agosto il Challenger di Cordenons, battendo in finale i fratelli Ivan e Matej Sabanov. Il mese successivo trionfano anche nei Challenger 125 di Stettino e Genova, superando in entrambe le finali Jebavý / Pavlásek.

### 2023-2024: rientro nella top 100, infortunio alla schiena e ritiro
Nel febbraio 2023 raggiunge i quarti di finale all'ATP 250 di Marsiglia in coppia con Aisam-ul-Haq Qureshi. Con la finale persa assieme a Qureshi al Challenger 125 di Lilla, ad aprile rientra nella top 100 dalla quale era uscito sette anni prima. Quello stesso mese si ritira durante il match nei quarti di finale all'ATP di Monaco di Baviera e risale alla 90ª posizione. Rientra a fine maggio, due settimane più tardi dà forfait dopo aver raggiunto i quarti anche all'ATP di Stoccarda e si prende una nuova lunga pausa per un infortunio alla schiena. Nel gennaio successivo annuncia che tornerà a giocare e che il 2024 sarà l'anno del suo ritiro.
Nel maggio 2024 rientra alle competizioni in un Challenger tedesco - quasi un anno dopo l'ultimo incontro disputato - e in coppia con Evan King viene sconfitto al primo turno. Esce al turno di esordio anche al Roland Garros assieme a Frances Tiafoe e sull'erba dello Stuttgart Open in coppia con Sebastian Ofner. Ritrova il successo giocando con Daniel Masur ai Mallorca Championships ed escono di scena nei quarti di finale. A Wimbledon, in coppia con Sebastian Baez, raggiunge per la prima volta gli ottavi di finale dopo il successo sui quotati Hugo Nys / Jan Zielinski ed escono di scena per mano dei numeri 2 del mondo Marcel Granollers / Horacio Zeballos. Si prende una nuova pausa dopo la sconfitta al primo turno ad Amburgo. Rientra nel circuito a novembre per disputare il suo ultimo torneo in carriera a Metz insieme a Evan King e vengono sconfitti al primo turno.

## Caratteristiche tecniche
Dotato di ottima sensibilità e di un eccellente gioco di volo, Brown possiede un gioco istintivo e spettacolare. È conosciuto come uno dei pochi interpreti del serve and volley rimasti. Non eccelle nei fondamentali di rimbalzo. Predilige giocare con il dritto, che usa con profitto sia nella diagonale che nel lungo linea con colpi veloci e aggressivi. Meno efficace nel rovescio bimane, potente ma falloso negli scambi lunghi, sa difendersi con un discreto back-spin. Il servizio è preciso e potente e, forte di una seconda che a volte tocca i 200 km/h, è in grado di mettere a segno diversi ace in qualsiasi momento della partita. Le volée sono sicuramente le sue armi migliori, con cui è in grado di eseguire con precisione sia palle smorzate che palle non tagliate in profondità. È preciso nell'esecuzione di pallonetti, smash, demi volée e palle corte. Le sue discese a rete sono spesso precedute da palle lente e tagliate, anche in risposta al servizio avversario. Grazie alla sua agilità e alla naturalezza nei colpi al volo, esegue con successo colpi spettacolari come il tweener, volée in tuffo e colpi dietro la schiena.

## Statistiche
Aggiornate al termine della carriera.

### Doppio

#### Vittorie (2)
| Legenda                   |
| Grande Slam (0)           |
| ATP World Tour Finals (0) |
| ATP Masters 1000 (0)      |
| ATP World Tour 500 (0)    |
| ATP World Tour 250 (2)    |

| N. | Data              | Torneo                           | Superficie  | Compagno      | Avversari in finale             | Punteggio |
| 1. | 26 settembre 2010 | Open de Moselle, Metz            | Cemento     | Rogier Wassen | Marcelo Melo Bruno Soares       | 6-3, 6-3  |
| 2. | 14 aprile 2012    | Grand Prix Hassan II, Casablanca | Terra rossa | Paul Hanley   | Daniele Bracciali Fabio Fognini | 7-5, 6-3  |

#### Finali perse (4)
| Legenda                   |
| Grande Slam (0)           |
| ATP World Tour Finals (0) |
| ATP Masters 1000 (0)      |
| ATP World Tour 500 (0)    |
| ATP World Tour 250 (4)    |

| N. | Data              | Torneo                                       | Superficie  | Compagno           | Avversari in finale                  | Punteggio            |
| 1. | 26 febbraio 2012  | Open 13, Marsiglia                           | Cemento (i) | Jo-Wilfried Tsonga | Nicolas Mahut Édouard Roger-Vasselin | 6-3, 3-6, [6-10]     |
| 2. | 28 settembre 2012 | Austrian Open Kitzbühel, Kitzbühel           | Terra rossa | Paul Hanley        | František Čermák Julian Knowle       | 6(4)-7, 6-3, [10-12] |
| 3. | 14 aprile 2013    | Grand Prix Hassan II, Casablanca             | Terra rossa | Christopher Kas    | Julian Knowle Filip Polášek          | 3-6, 2-6             |
| 4. | 16 aprile 2017    | U.S. Men's Clay Court Championships, Houston | Terra rossa | Frances Tiafoe     | Julio Peralta Horacio Zeballos       | 6-4, 5-7, [6-10]     |

### Tornei minori

#### Singolare

##### Vittorie (11)
| Challengers (8) |
| Futures (3)     |

| N.  | Data              | Torneo                                  | Superficie  | Avversario in finale        | Punteggio        |
| 1.  | 15 luglio 2007    | Germany F9, Römerberg                   | Terra rossa | Ruben Bemelmans             | 6-3, 7-6(4)      |
| 2.  | 28 giugno 2008    | Germany F8, Treviri                     | Terra rossa | Tobias Clemens              | 7-5, 6(6)-7, 6-0 |
| 3.  | 22 marzo 2009     | Switzerland F3, Vaduz                   | Sintetico   | Miloslav Mečíř Jr.          | 3-6, 6-4, 7-6(6) |
| 4.  | 15 agosto 2009    | Samarkand Challenger, Samarcanda        | Terra rossa | Jonathan Dasnieres De Veigy | 7-6(3), 6-3      |
| 5.  | 18 aprile 2010    | Soweto Open, Johannesburg               | Cemento     | Izak Van Der Merwe          | 7-6(2), 6-3      |
| 6.  | 14 novembre 2010  | Aachen Open, Aquisgrana                 | Sintetico   | Igor Sijsling               | 6-3, 7-6(3)      |
| 7.  | 25 marzo 2012     | Pro Series Bath, Bath                   | Cemento (i) | Jan Mertl                   | 7-6(1), 6-4      |
| 8.  | 8 settembre 2013  | Genoa Open Challenger, Genova           | Terra rossa | Filippo Volandri            | 7-6(5), 6-3      |
| 9.  | 14 settembre 2014 | Szczecin Open, Stettino                 | Terra rossa | Jan-Lennard Struff          | 6-4, 6-3         |
| 10. | 5 giugno 2016     | Manchester Trophy, Manchester           | Erba        | Lu Yen-hsun                 | 7-6, 6-2         |
| 11. | 7 aprile 2019     | Sophia Antipolis Open, Sophia-Antipolis | Terra rossa | Filip Krajinović            | 6-3, 7-5         |

#### Doppio

##### Vittorie (42)
| Challengers (26) |
| Futures (16)     |

| N.  | Data              | Torneo                                              | Superficie    | Compagno           | Avversari in finale                            | Punteggio               |
| 1.  | 21 settembre 2003 | Jamaica F9, Montego Bay                             | Cemento       | Ryan Russell       | Clément Morel Gilles Simon                     | 7-6(4), 6-2             |
| 2.  | 5 marzo 2006      | Switzerland F1, Wilen                               | Sintetico     | Tobias Klein       | Lado Čichladze Deniss Pavlovs                  | 6-4, 4-6, 7-5           |
| 3.  | 12 marzo 2006     | Switzerland F2, Leuggern                            | Sintetico     | Tobias Klein       | Jerome Becker Julian Reister                   | 4-6, 6-3, 7-6(2)        |
| 4.  | 19 luglio 2006    | Germany F8, Treviri                                 | Terra rossa   | Daniel Puttkammer  | Stefan Kilchhofer Sven Swinnen                 | 6-3, 4-6, 6-4           |
| 5.  | 16 marzo 2007     | Switzerland F3, Wilen                               | Sintetico     | Roman Borvanov     | Patrick Eichenberger Dylan Sessagesimi         | 6-0, 6(9)-7, 6-3        |
| 6.  | 8 settembre 2007  | Germany F15, Kempten                                | Terra rossa   | Jeroen Masson      | Nicolás Todero Vladimir Volčkov                | 6-4, 6-4                |
| 7.  | 2 febbraio 2008   | Germany F4, Mettmann                                | Sintetico     | Daniel Danilovic   | Alexander Sadecky Izak Van Der Merwe           | 6-4, 4-6, [10-7]        |
| 8.  | 10 febbraio 2008  | Germany F5, Schwieberdingen                         | Sintetico     | Alexander Sadecky  | Dusan Karol Jeroen Masson                      | 7-6(1), 7-5             |
| 9.  | 1º marzo 2008     | Switzerland F1, Leuggern                            | Cemento       | Armin Sandbichler  | Blazej Koniusz Grzegorz Panfil                 | 6-3, 6-2                |
| 10. | 5 aprile 2008     | Turkey F3, Antalia                                  | Cemento       | Peter Steinberger  | Daniel Stoehr Andre Wiesler                    | 7-5, 6-2                |
| 11. | 28 giugno 2008    | Germany F8, Treviri                                 | Terra rossa   | Stefan Seifert     | Peter Torebko Holger Zuehlsdorff-Pavlovic      | 6-1, 6-4                |
| 12. | 6 luglio 2008     | Germany F9, Kassel                                  | Terra rossa   | Stefan Seifert     | Timo Nieminen Adrian Sikora                    | 5-7, 6-1, [10-5]        |
| 13. | 25 gennaio 2009   | Spain F2, Maiorca                                   | Terra rossa   | Peter Steinberger  | Agustin Boje-Ordonez Andoni Vivanco-Guzman     | 6(3)-7, 7-6(3), [12-10] |
| 14. | 31 gennaio 2009   | Spain F3, Murcia                                    | Terra rossa   | Daniel Stoehr      | Guillermo Alcorta-Olarra Dmitri Perevoshchikov | 6-4, 6-3                |
| 15. | 8 febbraio 2009   | Spain F4, Murcia                                    | Terra rossa   | Peter Steinberger  | Romano Frantzen Dmitrij Sitak                  | 6-2, 7-6(4)             |
| 16. | 27 giugno 2009    | Germany F7, Treviri                                 | Terra rossa   | Kevin Deden        | Erik Chvojka Patrick Taubert                   | 4-6, 6-3, [10-6]        |
| 17. | 20 settembre 2009 | Banja Luka Challenger, Banja Luka                   | Terra rossa   | Rainer Eitzinger   | Ismar Gorcic Simone Vagnozzi                   | 6-4, 6-3                |
| 18. | 4 aprile 2010     | Tennis Napoli Cup, Napoli                           | Terra rossa   | Jesse Witten       | Rohan Bopanna Aisam-ul-Haq Qureshi             | 7-6(4), 7-5             |
| 19. | 2 maggio 2010     | Aegean Tennis Cup, Rodi                             | Cemento       | Simon Stadler      | Jonathan Marray Jamie Murray                   | 7-6(4), 6(4)-7, [10-7]  |
| 20. | 6 giugno 2010     | Franken Challenge, Fürth                            | Terra rossa   | Rameez Junaid      | Martin Emmrich Joseph Sirianni                 | 6-3, 6-1                |
| 21. | 8 agosto 2010     | Austrian Open, Kitzbühel                            | Terra rossa   | Rogier Wassen      | Hans Podlipnik-Castillo Max Raditschnigg       | 3-6, 7-5, [10-7]        |
| 22. | 19 settembre 2010 | Szczecin Open, Stettino                             | Terra rossa   | Rogier Wassen      | Rameez Junaid Philipp Marx                     | 6-4, 7-5                |
| 23. | 28 novembre 2010  | IPP Open, Helsinki                                  | Cemento       | Martin Emmrich     | Henri Kontinen Jarkko Nieminen                 | 7-6(17), 0-6, [10-7]    |
| 24. | 28 agosto 2011    | Internazionali di Tennis Manerbio, Manerbio         | Terra rossa   | Lovro Zovko        | Alessio di Mauro Alessandro Motti              | 7-6(4), 7-5             |
| 25. | 11 settembre 2011 | Genoa Open Challenger, Genova                       | Terra rossa   | Horacio Zeballos   | Jordan Kerr Travis Parrott                     | 6-2, 7-5                |
| 26. | 13 novembre 2011  | Internazionali Val Gardena Südtirol, Ortisei        | Sintetico (i) | Lovro Zovko        | Philipp Petzschner Alexander Waske             | 6-4, 7-6(4)             |
| 27. | 18 marzo 2012     | Sarajevo Indoors, Sarajevo                          | Cemento (i)   | Jonathan Marray    | Michal Mertiňák Igor Zelenay                   | 7-6(2), 2-6, [11-9]     |
| 28. | 22 aprile 2012    | Rai Open, Roma                                      | Terra rossa   | Jonathan Marray    | Andrei Dăescu Florin Mergea                    | 6-4, 7-6(0)             |
| 29. | 3 novembre 2013   | Challenger Eckental, Eckental                       | Sintetico (i) | Philipp Marx       | Piotr Gadomski Mateusz Kowalczyk               | 7-6(4), 6-2             |
| 30. | 14 settembre 2014 | Szczecin Open, Stettino                             | Terra rossa   | Jan-Lennard Struff | Tomasz Bednarek Igor Zelenay                   | 6-2, 6-4                |
| 31. | 9 maggio 2015     | Roma Open                                           | Terra rossa   | František Čermák   | Andrés Molteni Marco Trungelliti               | 6-1, 6-2                |
| 32. | 23 agosto 2015    | Meerbusch Challenger, Meerbusch                     | Terra rossa   | Rameez Junaid      | Wesley Koolhof Matwé Middelkoop                | 6-4, 7-5                |
| 33. | 25 ottobre 2015   | Las Vegas Tennis Open, Las Vegas                    | Cemento       | Carsten Ball       | Dean O'Brien Ruan Roelofse                     | 3-6, 6-3, [10-6]        |
| 34. | 2 settembre 2018  | Città di Como Challenger, Como                      | Terra rossa   | Andre Begemann     | Martin Kližan Filip Polášek                    | 3-6, 6-4, [10-5]        |
| 35. | 6 gennaio 2019    | Internationaux de Nouvelle-Calédonie, Nouméa        | Cemento       | Donald Young       | André Göransson Sem Verbeek                    | 7-5, 6-4                |
| 36. | 8 novembre 2020   | Challenger Eckental, Eckental                       | Sintetico (i) | Antoine Hoang      | Lloyd Glasspool Alex Lawson                    | 6(8)-7, 7-5, [13-11]    |
| 37. | 10 settembre 2021 | NÖ Open, Tulln an der Donau                         | Terra rossa   | Andrea Vavassori   | Rafael Matos Felipe Meligeni Alves             | 7-6(5), 6-1             |
| 38. | 9 ottobre 2021    | Tennis Napoli Cup, Napoli                           | Terra rossa   | Andrea Vavassori   | Mirza Bašić Nino Serdarušić                    | 7-5, 7-6(5)             |
| 39. | 28 maggio 2022    | Troisdorf Challenger, Troisdorf                     | Terra rossa   | Evan King          | Hendrik Jebens Piotr Matuszewski               | 6-4, 7-5                |
| 40. | 6 agosto 2022     | Internazionali del Friuli Venezia Giulia, Cordenons | Terra rossa   | Andrea Vavassori   | Ivan Sabanov Matej Sabanov                     | 6-4, 7-5                |
| 41. | 17 settembre 2022 | Szczecin Open, Stettino                             | Terra rossa   | Andrea Vavassori   | Roman Jebavý Adam Pavlásek                     | 6-4, 5-7, [10-8]        |
| 42. | 25 settembre 2022 | Genoa Open Challenger, Genova                       | Terra rossa   | Andrea Vavassori   | Roman Jebavý Adam Pavlásek                     | 6-2, 6-2                |

## Risultati in progressione
| Sigla | Risultato               |
| ----- | ----------------------- |
| V     | Vincitore               |
| F     | Finalista               |
| SF    | Semifinalista           |
| O     | Oro olimpico            |
| A     | Argento olimpico        |
| SF    | Bronzo olimpico         |
| QF    | Quarti di Finale        |
| 4T    | Quarto turno            |
| 3T    | Terzo turno             |
| 2T    | Secondo turno           |
| 1T    | Primo turno             |
| RR    | Round Robin             |
| LQ    | Turno di qualificazione |
| A     | Assente                 |
| ND    | Non disputato           |

| Legenda superfici    |
| -------------------- |
| Cemento              |
| Terra battuta        |
| Erba                 |
| Superficie variabile |

### Singolare
N.B. dal 2021 gioca esclusivamente in doppio.
| Torneo                     | 2010 | 2011 | 2012 | 2013 | 2014 | 2015 | 2016 | 2017 | 2018 | 2019 | 2020 | 2021 | Titoli | V-S  | V%  |
| -------------------------- | ---- | ---- | ---- | ---- | ---- | ---- | ---- | ---- | ---- | ---- | ---- | ---- | ------ | ---- | --- |
| Tornei Grande Slam         |      |      |      |      |      |      |      |      |      |      |      |      |        |      |     |
| Australian Open, Melbourne | Q2   | 1T   | Q1   | Q2   | Q1   | 1T   | Q1   | 1T   | 1T   | Q3   | Q1   | Q3   | 0 / 4  | 0-4  | 0%  |
| Roland Garros, Parigi      | A    | 1T   | Q1   | A    | 1T   | Q1   | 2T   | 1T   | Q1   | Q3   | Q3   | A    | 0 / 4  | 1-4  | 20% |
| Wimbledon, Londra          | 1T   | Q1   | 1T   | 3T   | 1T   | 3T   | 2T   | 2T   | Q1   | Q2   | ND   | A    | 0 / 7  | 6-7  | 46% |
| US Open, New York          | 2T   | A    | Q2   | A    | 1T   | 1T   | 1T   | 2T   | A    | A    | A    | A    | 0 / 5  | 2-5  | 29% |
| Vittorie-Sconfitte         | 1-2  | 0-2  | 0-1  | 2-1  | 0-3  | 2-3  | 2-3  | 2-4  | 0-1  | 0-0  | 0-0  | 0-0  | 0 / 20 | 9-20 | 31% |

## Vittorie contro top 10
| Stagione | 2014 | 2015 | 2016 | 2017 | 2018 | 2019 | 2020 | 2021 | Totale |
| Vittorie | 2    | 1    | 0    | 1    | 0    | 1    | 0    | 0    | 5      |

| #    | Giocatore        | Rank | Torneo                                       | Superficie  | Turno | Punteggio           |      |
| 2014 | 2014             | 2014 | 2014                                         | 2014        | 2014  | 2014                | 2014 |
| ---- | ---------------- | ---- | -------------------------------------------- | ----------- | ----- | ------------------- | ---- |
| 1.   | John Isner       | 9    | U.S. Men's Clay Court Championships, Houston | Terra rossa | 2T    | 6-4, 6(7)-7, 7-6(4) |      |
| 2.   | Rafael Nadal     | 1    | Halle Open, Halle                            | Erba        | 2T    | 6-4, 6-1            |      |
| 2015 |                  |      |                                              |             |       |                     |      |
| 3.   | Rafael Nadal     | 10   | Torneo di Wimbledon, Londra                  | Erba        | 2T    | 7-5, 3-6, 6-4, 6-4  |      |
| 2017 |                  |      |                                              |             |       |                     |      |
| 4.   | Marin Čilić      | 7    | Open Sud de France, Montpellier              | Cemento (i) | 2T    | 6-4, 6-4            |      |
| 2019 |                  |      |                                              |             |       |                     |      |
| 5.   | Alexander Zverev | 5    | Stuttgart Open, Stoccarda                    | Erba        | 2T    | 6-4, 6(3)-7, 6-3    |      |